# بوبانیه
بوبانیه (به لاتین: Bubanje) یک منطقهٔ مسکونی در مونته‌نگرو است که در شهرداری برانه واقع شده‌است. بوبانیه ۱۸۰ نفر جمعیت دارد.